# Siegfried & Roy
Siegfried Tyron Fischbacher (Rosenheim, Németország, 1939. június 13. – Las Vegas, Nevada, 2021. január 13.) és Uwe Ludwig "Roy" Horn (Nordenham, Németország, 1944. október 3. – Las Vegas, Nevada, 2020. május 8.) amerikai német bűvész és szórakoztató duó volt, legismertebbek fehér oroszlánokkal és fehér tigrisekkel való fellépéseikről.
1990-től 2003-ig a Las Vegas-beli The Mirage kaszinó adott otthont a „Siegfried & Roy” shownak. 
A 2003. október 3.-i fellépésük alatt a Montecore nevű fehér tigris megtámadta és súlyosan megsebesítette Roy-t. Ennek következtében az előadásukat végleg törölték a műsorról.

## Fordítás
- Ez a szócikk részben vagy egészben  a   Siegfried & Roy című angol Wikipédia-szócikk fordításán alapul.  Az eredeti cikk szerkesztőit annak laptörténete sorolja fel. Ez a jelzés csupán a megfogalmazás eredetét és a szerzői jogokat jelzi, nem szolgál a cikkben szereplő információk forrásmegjelöléseként.